# Gerhard Leslie Grove
Gerhard Leslie Grove, född den 7 maj 1855 i Köpenhamn, död där den 15 februari 1911, var en dansk historiker.
Grove blev juris kandidat 1882, assistent samma år och sekreterare 1892 i Rigsarkivet. Han utgav bland annat Rasmus Æreboes Selvbiografi (1889), Admiral Just Juels Optegnelser fra hans Reise i Rusland under Peter den Store (1893) och Admiralerne Obdams og Ruyters Dagbog fra deres Togter 1658–1660 (1907) samt redigerade Personalhistorisk Tidsskrift 1895–1897 och 1900–1910.

## Utmärkelser
- Riddare av Dannebrogorden,  1911[2]

[Redigera Wikidata]